# Hadleigh
För andra betydelser, se Hadleigh (olika betydelser).
Hadleigh är en stad (market town) och civil parish i Babergh, Suffolk, östra England. Orten har 7 124 invånare (2001)  och civil parish har  8 253 invånare (2011).. Staden nämndes i Domedagsboken (Domesday Book) år 1086, och kallades då Hetlega.